# ميا دايسون
ميا دايسون (بالإنجليزية: Mia Dyson) هي كاتبة غنائية ومغنية أسترالية، ولدت في 1981 في Daylesford, Victoria ‏ في أستراليا.

## وصلات خارجية
- الموقع الرسمي
- ميا دايسون على موقع IMDb (الإنجليزية)
- ميا دايسون على موقع ميوزك برينز (الإنجليزية)
- ميا دايسون على موقع أول ميوزيك (الإنجليزية)
- ميا دايسون على موقع ديسكوغز (الإنجليزية)